# Jan Kazimierz Lasocki

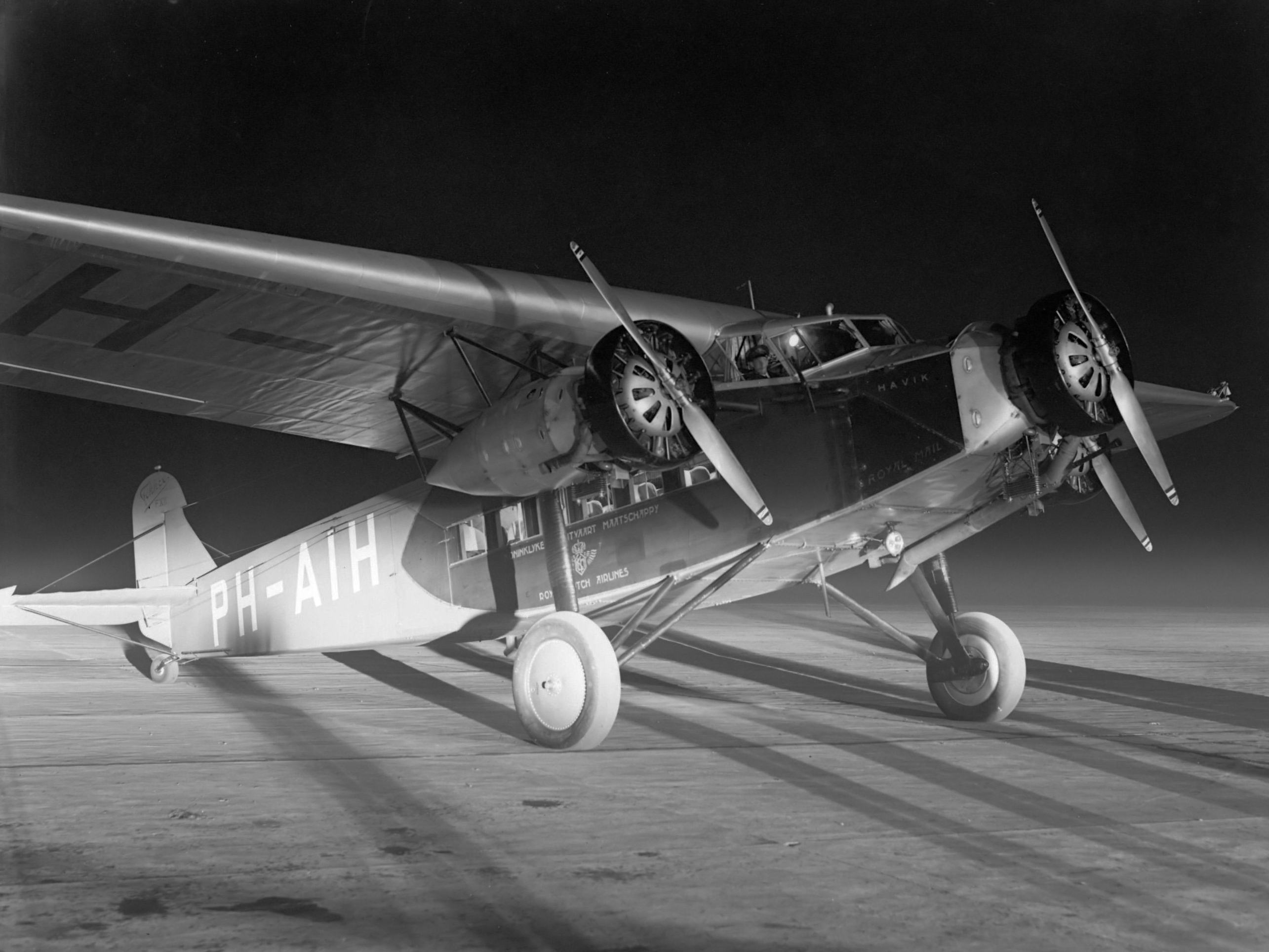
Samolot Fokker F.XII, taki, na jakim zginął Jan Kazimierz Lasocki

Jan Kazimierz Franciszek Lasocki, wcześniej Kazimierz Lasocki (ur. 8 października 1899 w Monasterzyskach, zm. 15 sierpnia 1936 koło Anglet w Pirenejach) – hrabia, kapitan dyplomowany pilot Wojska Polskiego, kawaler Krzyża Srebrnego Orderu Wojennego Virtuti Militari. Zginął w wypadku lotniczym w czasie przeprowadzania samolotu do Hiszpanii dla sił gen. Francisco Franco podczas hiszpańskiej wojny domowej.

## Życiorys
Urodził się 8 października 1899. Był synem Józefa (hrabiego, generała majora cesarskiej i królewskiej armii, generała dywizji Wojska Polskiego) oraz Marii z domu Romaszkan. Po dziadzie Bronisławie był dziedzicznym hrabią belgijskim, a ojciec uzyskał potwierdzenie tytułu hrabiowskiego w Austrii 8 kwietnia 1888.
Po zdaniu matury w 1917 roku został powołany do służby wojskowej w c. i k. armii w Stockerau. Po zakończeniu I wojny światowej został przyjęty do Wojska Polskiego. Od listopada 1918 uczestniczył w obronie Lwowa podczas wojny polsko-ukraińskiej. Został awansowany do stopnia porucznika kawalerii ze starszeństwem z dniem 1 czerwca 1919. Został przydzielony do 8 pułku ułanów i był dowódcą plutonu kaemów. Od marca do czerwca 1922 służył w Sztabie Generalnym na stanowisku adiutanta Szefa Sztabu. Latem tego roku wrócił do macierzystego pułku i był przydzielony do jednostki w 1923 oraz w 1924 jako oficer nadetatowy. 13 października 1923 roku został przydzielony do Wyższej Szkoły Wojennej w Warszawie, w charakterze słuchacza V Kursu Normalnego 1923–1925. Z dniem 1 października 1925 roku, po ukończeniu kursu i otrzymaniu dyplomu naukowego oficera Sztabu Generalnego, został przydzielony do 3 Dywizji Kawalerii w Poznaniu na stanowisko I oficera sztabu. Z dniem 12 kwietnia 1926 roku został przeniesiony służbowo do 3 pułku lotniczego w Poznaniu na siedmiomiesięczny kurs aplikacyjny lotnictwa.
Po jego ukończeniu został przydzielony do 11 eskadry 1 pułku lotniczego. Został awansowany do stopnia kapitana w korpusie oficerów lotnictwa ze starszeństwem z dniem 1 stycznia 1928. Ukończył kurs dowódców eskadr. Do lipca 1929 pracował jako pełniący obowiązki członka komisji do opracowania regulaminów lotniczych w Departamencie Aeronautyki Ministerstwa Spraw Wojskowych. Powrócił do 3 pułku lotniczego, gdzie służył jako dowódca 34 i 32 eskadry liniowej, a następnie jako oficer taktyczny dywizjonu myśliwskiego. W pułku pozostawał w 1932. Przez kolejny rok pracował w Ministerstwie Spraw Wojskowych, pełniąc obowiązki kierownika referatu w Departamencie Aeronautyki. Od lipca 1933 roku służył jako dowódca 13 eskadry liniowej, 11 eskadry i 211 eskadry w 1 plot.
W związku z pogarszającym się stanem zdrowia został przeniesiony w stan spoczynku z dniem 30 września 1935. Posiadał tytuł hrabiego. Posiadał majątek Horodynka, o który toczył spór prawny z ks. Lubomirskim. Na emeryturze podjął działalność handlowo-przemysłową, został jednym z założycieli i wspólników Kresowego Domu Handlowego Lniarsko-Zbożowego.

## Śmierć i pochówek
16 lipca 1936 roku British Airways umieściły w magazynie Flight ogłoszenie o sprzedaży 4 samolotów Fokker F.XII. Były to trzysilnikowe, 18-miejscowe pasażerskie górnopłaty. 10 sierpnia 1936 polski handlarz bronią, Stefan Czarniecki występujący w imieniu spółki West Export GmbH zarejestrowanej w wolnym mieście Gdańsk, złożył ofertę na zakup 4 samolotów, uzasadniając zakup tym, że ma to być wyposażenie nowo tworzonej (przez jedno z katowickich przedsiębiorstw) linii lotniczej. Oferta została przyjęta i 13 sierpnia na lotnisku Gatwick, gdzie stacjonowały samoloty, pojawiło się 4 pilotów, którzy przeszli krótkie szkolenie. Jak się okazało, byli to piloci wojskowi, niemający doświadczenia w pilotowaniu dużych, wielosilnikowych maszyn. Wśród nich był Jan Kazimierz Lasocki.
Samoloty wystartowały 15 sierpnia 1936 roku, podając Katowice jako lotnisko przeznaczenia. Jednak wkrótce po przekroczeniu kanału La Manche, skierowały się na południe. Stało się jasne, że samoloty zostały zakupione w celu wzmocnienia sił gen. Francisco Franco w niedawno rozpętanej wojnie domowej. Nad Pirenejami rozszalała się burza. Samolot o numerze G-ADZK pilotowany przez Lasockiego zawrócił i próbował lądować na lotnisku w Biarritz. Po paru nieudanych próbach podejścia do lądowania, silniki maszyny zgasły, co spowodowało upadek samolotu (według niektórych relacji w samolot uderzył piorun).
W sierpniu 1936 podczas przelotów do Hiszpanii wypadek miał także inny polski pilot, przyjaciel Lasockiego, Kajetan Czarkowski-Golejewski (obaj kształcili się w Stockerau oraz służyli w 8 pułku ułanów), który przeżył katastrofę mającą miejsce ok. 2 godziny lotu wcześniej. Przelot Polaków w stronę Hiszpanii i oba wypadki wzbudziły zainteresowanie w Polsce.
Kazimierz Lasocki został pochowany na Cmentarzu Obrońców Lwowa, zgodnie z jego życzeniem wyrażonym na kilka lat przed śmiercią.

## Awanse
- podporucznik – 1918
- porucznik – 1922
- porucznik dyplomowany – 1925
- kapitan dyplomowany – 1928

## Ordery i odznaczenia
- Krzyż Srebrny Orderu Virtuti Militari
- Krzyż Walecznych – czterokrotnie
- Medal Pamiątkowy za Wojnę 1918–1921
- Medal Dziesięciolecia Odzyskanej Niepodległości
- Odznaka Pilota nr 1054 – 22 lipca 1927[25]
- Krzyż Kawalerski Orderu Korony Włoch – Królestwo Włoch
- Krzyż Kawalerski Orderu Gwiazdy Rumunii – Królestwo Rumunii